# Biafada jezik
Biafada jezik (ISO 639-3: bif; beafada, bedfola, biafar, bidyola, dfola, fada), nigersko-kongoanski jezik iz Gvineje Bisau, kojim govori 44 900 ljudi (2006) iz plemena Biafada, jedne od podskupina Tenda.
Leksički mu je najbliži badyara [pbp], s kojim uz još tri jezika čini atlantsku podskupinu tenda.

## Vanjske poveznice
- Ethnologue (14th)
- Ethnologue (15th)